# Ручьи-2
Ручьи-2 — деревня в Карамышевской волости Псковского района Псковской области России.
Расположена в 24 км к северо-востоку от села Карамышево и в 62 км к востоку от центра города Пскова.
До 1 января 2010 года деревня входила в состав ныне упразднённой Большезагорской волости.

## Население
Численность населения деревни по состоянию на 2000 год составляла 13 человек.
| 2001 | 2002 | 2010 |
| ---- | ---- | ---- |
| 13   | ↗16  | ↘5   |